# Obgryzanie paznokci
Obgryzanie paznokci (onychofagia) – szkodliwy nawyk polegający na notorycznym gryzieniu paznokci podczas stresu, głodu lub nudy. Nawyk obejmuje najczęściej równomiernie wszystkie palce, bez faworyzacji jakiegoś z nich. Efektem obgryzania jest skrócenie płytki paznokciowej (Micronychia), analogiczne jak w twardzinie czy zespole Klippla-Trénaunaya.
Według statystyk, notoryczne obgryzanie paznokci dotyczy od 28–33% dzieci w wieku 7–10 lat i 45% nastolatków.

## Przyczyny
Nieznane są dokładnie przyczyny takiego zachowania – może ono być spowodowane zaburzeniami osobowości, stresem, niekontrolowaniem emocji, problemami neurologicznymi, zażywaniem narkotyków czy być uwarunkowane genetycznie.
Według teorii Zygmunta Freuda jest to jeden z symptomów fazy oralnej.
Badania nie wykazały zależności pomiędzy paleniem papierosów oraz stresem a tym nawykiem, u dzieci bliskie kontakty z rodzicami zmniejszają ryzyko tego zachowania.

## Wpływ na zdrowie
Obgryzanie paznokci wpływa negatywnie na stan zdrowia, a zmiana wyglądu i deformacje paznokci to tylko jeden z wielu aspektów. Osoby gryzące paznokcie rozumieją, że takie zachowanie nie jest akceptowane przez innych, co może mieć negatywny wpływ na ich stan psychiczny.
Zaburzona zostaje bariera odpornościowa, którą normalnie jest ciągła skóra z przydatkami. W konsekwencji, zwiększone jest ryzyko zakażeń bakteryjnych oraz grzybiczych. Zaburzenie ciągłości objawia się także drobnymi krwawieniami.
Wkładanie palców do jamy ustnej sprzyja też infekcjom w tamtym rejonie, takim jak opryszczka czy zapalenie dziąseł. Dzieci z nawykiem obgryzania paznokci częściej są nosicielami enterobakterii.
Rosyjscy naukowcy, którzy przebadali dzieci z regionu Uralu, zauważyli dodatnią korelację pomiędzy notorycznym obgryzaniem paznokci a niższą inteligencją. Przyczyna może tkwić w potencjalnie toksycznych substancjach obecnych na paznokciach (ze starych farb itp.) lub z faktu, że te same osoby biorą do ust także inne, bardziej niebezpieczne przedmioty (np. długopisy z tuszem).

## Leczenie
Nawyk notorycznego obgryzania paznokci można próbować leczyć. Kuracja farmakologiczna polega na podawaniu leków przeciwdepresyjnych, lub małych dawek leków przeciwpsychotycznych.
Można również stosować inne metody, jak nakładanie na paznokcie źle smakujących substancji (skuteczny jest sok z aloesu), ale według ekspertów terapia zachowawcza jest mniej skuteczna od farmakologicznej.
Można również upominać, jednak sukces uzależniony jest głównie od chęci samego zainteresowanego.